# Rio do Antônio
O rio do Antônio é um dos afluentes do rio Brumado, no estado brasileiro da Bahia.
É um rio temporário (corrente apenas no período das águas). Nasce no município de Licínio de Almeida, na serra Geral. Sua microbacia pertence à bacia do rio de Contas, Compreende 6.540 km² de área de drenagem e banha seis municípios do Sertão da Bahia. Seus principais afluentes são o rio do Salto, o rio do Paiol e o riacho do Quirino. Deságua no rio Brumado e este, por sua vez, no rio de Contas.

## Abastecimento humano e uso agrícola
O rio do Antônio, embora muito pequeno, tem grande importância para a população das cidades banhadas por suas águas. Com exceção de Brumado, que é abastecido pela Barragem de Cristalândia, as outras cinco cidades da bacia são abastecidas pelas barragens no rio. Ao todo são 52 barragens abastecendo Licínio de Almeida, Caculé, Rio do Antônio, Guajeru, e Malhada de Pedras, além dos distritos de Ibitira e Umbaúba.
O desenvolvimento da agricultura familiar dessa região se deve, principalmente, ao uso da água desse rio, que tem sido uma importante fonte de recursos hídricos para a população do meio rural daquele sertão local.

## Impactos ambientais
Como acontece em praticamente todos os rios brasileiros, o rio do Antônio também sofre com impactos ambientais, que têm contribuído para a diminuição e destruição das matas ciliares; contaminação intensiva da água (através do escoamento de resíduos industriais, provindos principalmente das indústrias de mineração); lançamento de agrotóxicos em seu leito; esgotamento sanitário sem tratamento (à medida que o rio vai atravessando as cidades banhadas por ele), que são drenados para o rio, etc.
Apesar das negativas, há esforços, infelizmente sem muitos resultados, de movimentos a favor da revitalização do rio.